# سباستین فاس سولواگ
سباستین فاس سولواگ (نروژی: Sebastian Foss-Solevåg؛ زادهٔ ۱۳ ژوئیهٔ ۱۹۹۱) اسکی‌باز آلپاین اهل نروژ است.